# Gangiwal, Hubli
Gangiwal là một làng thuộc tehsil Hubli, huyện Dharwad, bang Karnataka, Ấn Độ.